# Gurbaksh Chahal
Gurbaksh Singh Chahal conhecido como Gurbaksh Chahal (Índia, 17 de julho de 1982), é empresário e fundador de várias empresas de publicidade na internet.

## Biografia
Gurbaksh Sing Chahal, nasceu em Tarn Taran, Índia, em 17 de julho de 1982, aos 16 anos de idade fundou a própria rede de publicidade, dois anos depois se tornou milionário ao vender a ValueClick, por mais ou menos 40 milhões de dólar.
No ano de 2004, co-fundou a BlueLithium, a quinta maior rede de anúncios nos EUA, antes de ter sido vendida para a Yahoo, em um acordo de 300 milhões de dólares.
Fundou a RadiumOne e a Gravity4, atualmente é o CEO da VendorCloud e da RedLotus.
Em 2010, a Bloomberg Businessweek o nomeou entre os 15 maiores jovens empreendedores do ano. No ano de 2012, foi nomeado um dos empreendedores do ano mais rico com menos de 30 anos pela revista Complex. 2013, foi nomeado empreendedor do ano pela Ernst and Young. Em abril, de 2011, a Men's Health, informou que seu patrimônio era de 150 milhões de dólares.

## Polêmica
Aos 31 anos de idade foi demitido pela própria empresa que fundou RadiumOne, após ter sido acusado de espancar a esposa, tudo se deu devido a TechCrunch, anunciar em carta aberta que não iria mais patrocinar a empresa devido ao ato cometido pelo empresário (Gurbaksh). Além dos ataques no total de mais ou menos 117 chutes, no corpo e na cabeça por mais ou menos 30 minutos, ele também teria ameaçado a Juliet Kakish, de morte. No tribunal declarou a inocência, porém teve a liberdade condicional revogada, depois de ter sido acusado novamente de violência doméstica pela sua segunda esposa, renunciou o cargo de CEO, na própria empresa Gravity4, foi condenado por 6 anos.

## Formação
Aos 16 anos de idade, abandonou a Independence High School, para seguir uma carreira de publicidade na internet. Ainda no ensino médio fez curso universitário no Evergreen Valley College (local hoje conhecido por esse nome). 

## Carreira
Começou a carreira comprando e revendendo impressoras no EBay, depois de ter sido recusado de uma vaga de emprego no McDonald's.
Em 1998, lançou uma empresa de publicidade digital com o nome ClickAgents.